# Авокадо (Калифорния)
Авокадо (англ. Avocado) — невключённая территория округа Фресно в штате Калифорния, США. Расположена на западном берегу реки Кингс-Ривер в 3 км к юго-западу от территории Пьедра, на высоте 152 м над уровнем моря, к западу от озера Авокадо.